# Ceraspis leucosoma
Ceraspis leucosoma är en skalbaggsart som beskrevs av Blanchard 1850. Ceraspis leucosoma ingår i släktet Ceraspis och familjen Melolonthidae. Inga underarter finns listade i Catalogue of Life.